# Vasey's Paradise
Vaseys Paradise là một ốc đảo vào khoảng 2,5 kilômét (1,5 dặm) dưới "Bãi cát tại dặm 30" trên sông Colorado ở Quận Coconino, Arizona, Hoa Kỳ. Ở trong vùng nửa khô hạn, nó hỗ trợ cây cối rậm rạp và thác nước chảy từ những mặt vách đá ở trên. Vùng này có một loại ốc nguy cấp, ốc hổ phách Kanab, và hệ sinh thái rất dễ bị vỡ. Nó nằm ở trong Vườn Quốc gia Grand Canyon, tại tọa độ 36°29′52″B 111°51′26″T / 36,49778°B 111,85722°T.